# SGR 1900+14
SGR 1900+14 é uma estrela localizada na constelação da Águia, a cerca de 20 mil anos-luz de distância do sistema solar.
É um exemplo de magnetar, um tipo de estrela intensamente magnética, que se supõe terem surgido da explosão recente de uma supernova. Apenas quatro magnetares são conhecidos na Via Láctea.
O telescópio Spitzer, da Nasa, detectou um misterioso anel em volta da SGR 1900+14, em duas baixas faixas de infravermelho, em 2005 e 2007. A imagem de 2007 não mostrava mudança distinta no anel, mesmo após dois anos. O anel mede 7 anos-luz de diâmetro, e sua origem ainda é desconhecida. Foi tema de um artigo na revista Nature, em maio de 2008